# Ambassade des États-Unis au Canada
L'ambassade des États-Unis au Canada est la représentation diplomatique des États-Unis auprès du Canada. Elle se situe à Ottawa au 490, promenade Sussex, non loin du parlement canadien.
Achevée en 1999, c'est l'un des édifices les plus importants de la ville, et l'une des ambassades américaines les plus impressionnantes au monde. À l'ouest du bâtiment se trouve le parc Major's Hill, tandis que la Galerie nationale du Canada se trouve au nord-ouest.

## Histoire

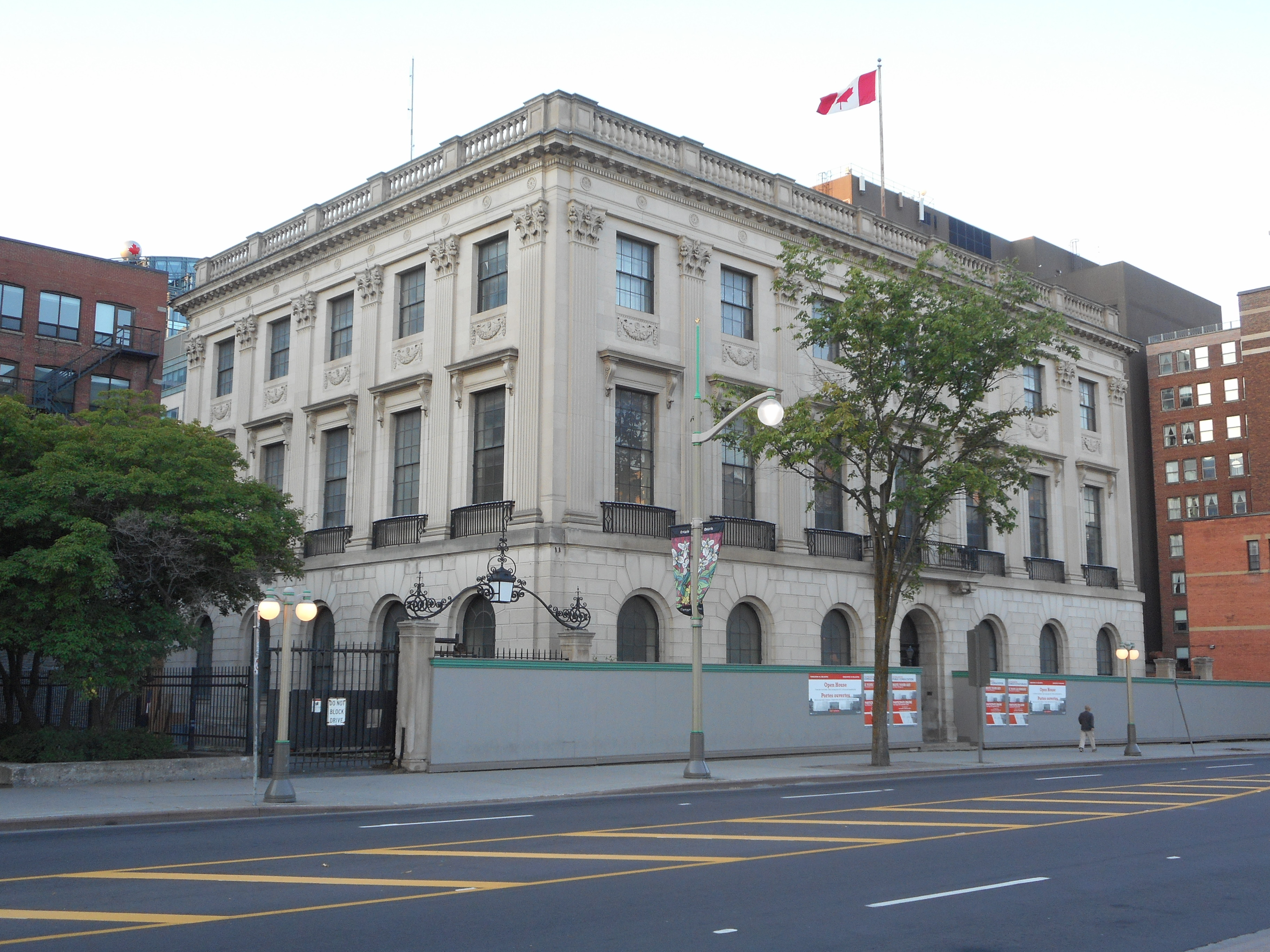
L'édifice du 100, rue Wellington

Bâtie en 1932, l'ancienne ambassade des États-Unis au 100, rue Wellington juste en face de l'édifice du Centre a été conçue par Cass Gilbert dans le style Beaux-Arts.
Elle devient très vite trop petite avec des employés dispersés dans huit autres édifices. Les soucis de sécurité rendent alors nécessaire la centralisation de tous ces bâtiments. La recherche d'un site approprié, recevant l'acceptation des deux gouvernements, s'avère difficile : une proposition de construire l'ambassade dans le parc de Rockcliffe, près du Musée de l'aviation est rejetée par les institutions locales qui craignent pour leur sécurité ainsi que pour la congestion des routes. La nouvelle ambassade est finalement construite sur une petite colline qui était l'ancien parking du Byward Market (centre commercial comprenant un grand marché). On estime le coût total des travaux à 54 millions de dollars. L'ambassade contribue à l'économie locale en employant pas moins de 200 employés, Américains et Canadiens.
Autrefois, l'endroit où se situe l'actuelle ambassade était un lieu où se trouvaient un grand nombre d'habitations et de commerces, mais la zone fut vidée par le gouvernement fédéral pendant la Première Guerre mondiale. Un immeuble fut construit, faisant office de bureaux temporaires pour les agents du gouvernement. Après la guerre, ce building fut détruit, mais un autre bâtiment temporaire vit le jour durant la Seconde Guerre mondiale. Cette nouvelle structure survécut jusqu'en 1972, date à laquelle elle fut détruite, laissant place, à nouveau, à un parking.
Désigné comme édifice fédéral du patrimoine en 1985, l'ancienne ambassade, désaffectée depuis 1999, devrait devenir un des sites de l'Espace des peuples autochtones (en),.

## Polémique et soucis lui étant liés

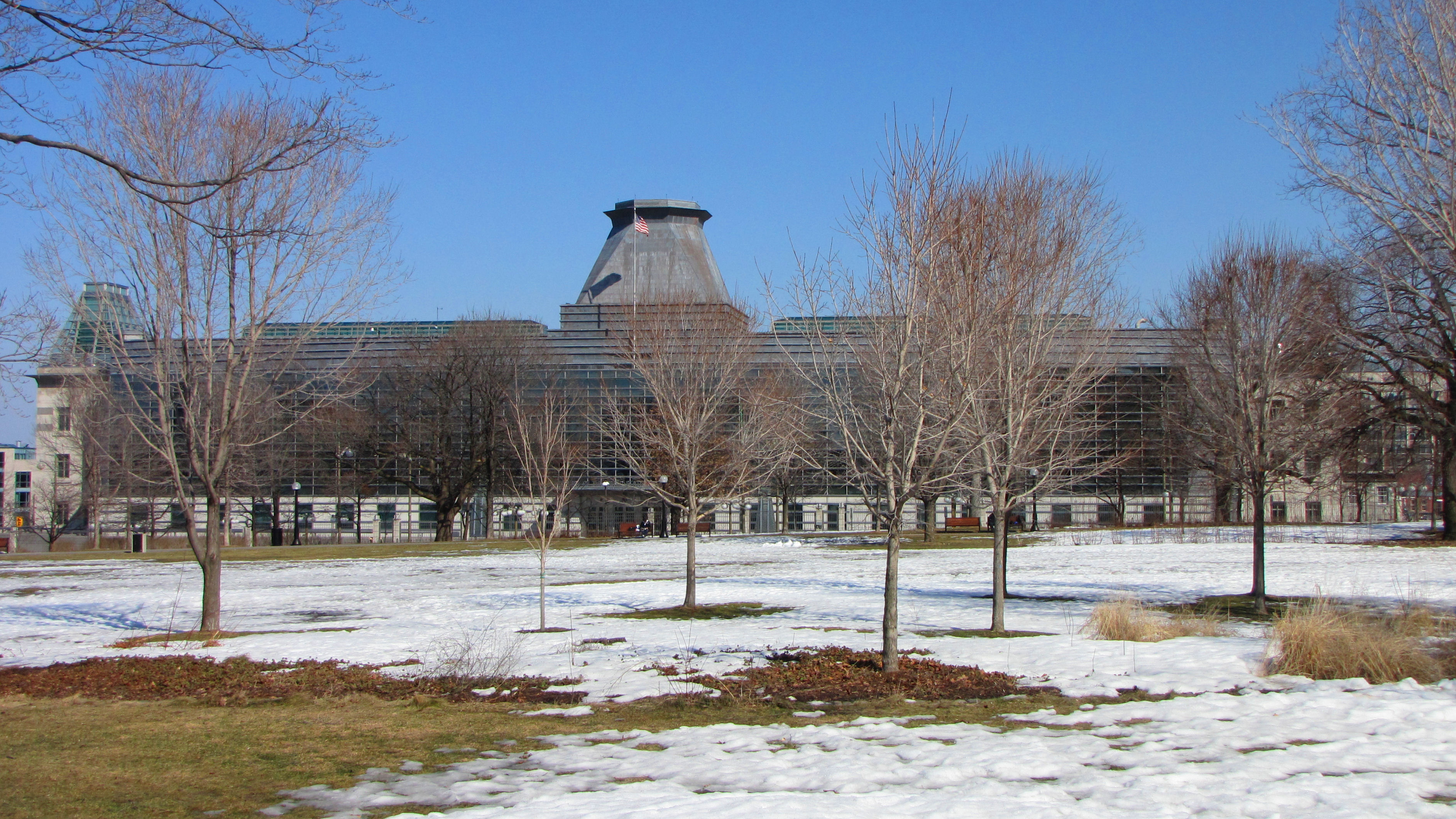
L'ambassade

Le design de la nouvel ambassade, imaginé par l'architecte David Childs, fut le sujet d'une légère controverse à Ottawa. En effet, l'ambassade reflète un style très Américain, étranger à la ville d'Ottawa. Des gens se sont également plaints car la structure cachait le soleil au marché historique, ou bien s'inquiétèrent de l'éventuelle menace terroriste contre l'ambassade, et des dangers que cela pose aux commerces locaux. La polémique enfla encore après le 11 septembre 2001, quand plusieurs routes furent bloquées autour de l'ambassade, encombrant le trafic et menaçant les entreprises locales. Ces jours-là, le trafic sur Sussex Drive fut notamment encombré par la fermeture d'une des ruelles à la suite de l'ordre d'y placer des barrières supplémentaires.
Beaucoup pensent que l'ambassade est un élément important de la cité, apportant un petit plus, alors que les autres considèrent cet imposant bâtiment aux airs de forteresse comme une insulte à la ville.
À la suite des attaques à la bombe d'ambassades américaines en Afrique en 1998, de sérieuses questions se sont posées quant à la finalisation des travaux de l'Ambassade. Il y avait, en particulier, un côté de l'édifice exposé à une rue publique qui comprenait beaucoup de vitres en verre. Le prix qu'aurait coûté l'arrêt des travaux et l'abandon de cette nouvelle ambassade a cependant mis un terme à ces questions.
Elle fut finalement inaugurée par le président Bill Clinton le 8 octobre 1999. C'était la première fois dans l'histoire des États-Unis qu'un président inaugurait lui-même une ambassade. Étaient également présents Jim Watson, alors maire d'Ottawa, et le Premier ministre Jean Chrétien.

## Liste des ambassadeurs
- 1927-1929 : William Phillips
- 1930-1932 : Hanford MacNider
- 1933-1935 : Warren Delano Robbins
- 1935-1939 : Norman Armour
- 1939 : Daniel C. Roper
- 1940 : James H. R. Cromwell
- 1940-1943 : Jay Pierrepont Moffat
- 1943-1948 : Ray Atherton
- 1949-1950 : Laurence Steinhardt
- 1950-1953 : Stanley Woodward
- 1953-1956 : R. Douglas Stuart
- 1956-1958 : Livingston T. Merchant
- 1958-1960 : Richard B. Wigglesworth (en)
- 1961-1962 : Livingston T. Merchant
- 1962-1968 : William Walton Butterworth
- 1968-1969 : Harold F. Linder
- 1969-1974 : Adolph W. Schmidt
- 1974-1975 : William J. Porter
- 1976-1979 : Thomas O. Enders
- 1979-1981 : Kenneth M. Curtis (en)
- 1981-1985 : Paul H. Robinson Jr.
- 1985-1989 : Thomas Niles
- 1989-1992 : Edward N. Ney
- 1992-1993 : Peter Teeley
- 1993-1996 : James Blanchard
- 1997-2001 : Gordon Giffin
- 2001-2005 : Paul Cellucci
- 2005-2009 : David Wilkins
- 2009-2013 : David Jacobson
- 2013-2017 : Bruce Heyman
- 2017-2019 : Kelly Knight Craft
- 2021-2025 : David L. Cohen (en)
- depuis 2025 : Pete Hoekstra

## Sources
1. 1 2  « Ancienne ambassade des États-Unis », sur Répertoire canadien des lieux patrimoniaux (consulté le 25 avril 2022)
2. ↑  Brent Nolan, « Espace pour les peuples autochtones - Construire l'avenir ensemble », sur Assembly of First Nations (consulté le 25 avril 2022)
3. ↑  Olivia Stefanovitch, « Porte ouverte à la réconciliation : visite de l'Immeuble des peuples autochtones », sur Radio-Canada, 1er décembre 2019 (consulté le 25 avril 2022)

- Le site Radio-Canada.ca